# Sabine Völkerová
Sabine Völkerová (* 11. května 1973 Erfurt) je bývalá německá rychlobruslařka.
Na Světovém poháru debutovala v listopadu 1990, o několik měsíců později skončila na Mistrovství světa juniorů na třetím místě. V následující sezóně se již pravidelně účastnila sprinterských závodů Světového poháru a na juniorském světovém šampionátu vybojovala stříbrnou medaili. V dalších letech již mezi dospělými dosahovala v závodech na 500 a 1000 m příček v první desítce, na Mistrovství světa ve sprintu 1995 dojela na čtvrtém místě. První seniorskou medaili získala na světovém šampionátu na jednotlivých tratích 1997, kde se umístila druhá v závodě na 500 m. Na Zimních olympijských hrách 1998 dojela na trati 1000 m na čtvrté příčce, na poloviční distanci byla sedmá. V dalších letech vybojovala na sprinterských distancích několik medailí, včetně tří ze zimní olympiády 2002 a celkového vítězství v závodech na 1000 m na Světovém poháru 2001/2002. Ze Zimních olympijských her 2006 si odvezla zlatou medaili ze stíhacího závodu družstev. Po sezóně 2005/2006 ukončila aktivní sportovní kariéru.